# 三苏酒
三苏酒是四川省眉山市東坡區太和镇出产的一系列白酒。源于1901年章芳年创立的德利源酒坊和唐揖正创立的大江酒坊；1956年当局将公私合营後的两家酒坊合并，成立太和供销社酒厂，后多次易名。1957年酒厂研制出太和曲酒浓香型白酒，1980年在此基础上研制出质量更佳、以苏洵、苏轼、苏辙三父子命名的“三苏大曲”；现有品牌包括“三苏”、“光绪老窖”和“苏东坡酒”等系列浓香型白酒。